# Yann-Erik de Lanlay
 Yann-Erik de Lanlay  (Stavanger, Noruega; 14 de mayo de 1992) es un futbolista noruego. Juega de extremo y su equipo actual es el Viking FK de la Eliteserien de Noruega.

## Clubes
| Club         | País    | Año         |
| ------------ | ------- | ----------- |
| Viking FK    | Noruega | 2010 - 2015 |
| Rosenborg BK | Noruega | 2015 - 2019 |
| Viking FK    | Noruega | 2020 -      |

## Palmarés

### Campeonatos nacionales
| Título       | Club         | País    | Año  |
| ------------ | ------------ | ------- | ---- |
| Tippeligaen  | Rosenborg BK | Noruega | 2015 |
| Copa Noruega | Rosenborg BK | Noruega | 2015 |
| Tippeligaen  | Rosenborg BK | Noruega | 2016 |
| Copa Noruega | Rosenborg BK | Noruega | 2016 |
| Eliteserien  | Rosenborg BK | Noruega | 2017 |
| Eliteserien  | Rosenborg BK | Noruega | 2018 |
| Copa Noruega | Rosenborg BK | Noruega | 2018 |